# Државно позориште Северне Грчке
Државно позориште Северне Грчке (КТХБЕ) је једна од водећих позоришних организација у Грчкој и Европи. Основан је 1961. године и од тада доприноси промоцији позоришне уметности кроз своје представе, гостовања како у Грчкој тако и у иностранству, као и кроз акције на алтернативним местима. Као правно лице приватног права, КТХБЕ добија грантове од Министарства културе и спорта

## Историја
КТХБЕ је основано 13. јануара 1961. године у Солуну. Џорџ Теотокас преузео је дужност првог председника организације, док је Сократис Карантинос био први уметнички директор. Прву представу КТХБЕ, 'Едип Цар' од Софокла, режирао је Карантинос, а представљена је у лето 1961. године у античким позориштима Филипи и Тасос, као и на стадиону Каутанцоглио.
У почетку је седиште КТХБЕ било у Краљевском позоришту у Солуну, где је 2. децембра 1961. године премијерно изведена његова прва зимска сезона са представом 'Папафлесас' Спироса Меласа, у режији Пелоса Каселиса. У јесен 1962. године седиште организације је премештено у новоизграђену зграду Друштва за македонске студије. Од свог оснивања, КТХБЕ се бави наставом дела грчке и стране драме, реализацијом турнеја по главним градовима северне Грчке и земље, организацијом представа античке драме и других класичних дела у античким позориштима и другим местима, као и реализацијом разних других догађаја везаних за позориште и уметност уопште
КТХБЕ има пет зимских шатора:
- Краљевско позориште
- Театар Друштва за македонске студије (ЕМС)
- Фоаје позоришта Друштва за македонске студије
- Позориште манастира Лазариста - Сцена Сократис Карантинос
- Мало позориште манастира Лазариста

КТХБЕ такође има два отворена летња позоришта:
- Шумско позориште
- Позориште Земље .